# Блатник
Блатник (на руски: болотник, болотняник или болотный) е зъл дух от славянската митология, обитател на блатата. Според народните поверия блатните духове трупат съкровища на дъното на блатата векове наред и ревниво ги пазят от натрапници. Ако човек се приближи много до някое блато блатниците могат внезапно да изскочат от тинята и да го завлекат на дъното за да го удавят.
Хората си представяли блатника като посивял старец, с широко и жълтеникаво като блатната вода лице. Според някои описания той е човек с дълги ръце, с покрито с гъсти, сиви косми тяло и дълга извита опашка. Освен това се е считало, че блатниците могат да приемат какъвто си искат облик – на пътник, монах или дори на някой познат човек.
За жилище на блатника безспорно се считало цялото блато. Но все пак той си имал и любими места – пукнатини и дълбоки кални ями, особено покритите с треви, които изглеждат като красиви зелени ливади.
В някои места вярвали, че блатниците живеят в голям каменен дом под водата или в средата на блатото, заедно със своите жени и деца. Най-често за жени на блатника се считали удавени девици, кикимори и русалки.
Преданията никога не са приписвали добри постъпки на блатниците. Те се считали за безусловно зли и много опасни за хората дръзнали да навлезят в техните владения. Блатниците плашели преминаващите през блатото хора с резки и непонятни звуци: въздишки, бълбукане, стонове, гръмки приплясвания и удари с длани по водата. Блатниците често устройвали капани за неопитните хора – слагали на техния път зелена трева, корени или дървета, под които имало бездънни ями или пукнатини.
Освен това блатниците понякога специално примамвали хората при себе си в блатото за да ги удавят или поне да ги принудят да бродят безцелно между пукнатините. В много области се считало, че блатниците обикаляли по края на блатото във вид на хора, облечени в черно, с фенер в ръка. Така пътниците се заблуждавали и влизали в блатото, надявайки се да открият други хора или къщи, където би могъл да гори този огън.